# 重低音スペシャル
『重低音スペシャル』（じゅうていおんスペシャル）は、衛星第2テレビ（BS2）で放送された音楽番組であった。
音声はBモードで放送されていた。放送時間は30分間。
衛星放送のBモードは、規格上CDよりも高音質である。

## 概要
番組の内容は、ドラム、和太鼓、パイプオルガンなどの重低音（音声周波数が20 - 100ヘルツ程度）を多く発生する楽器を中心とした演奏を行うものであった。
一般的なスタジオ演奏形式で行われることが多かったが、アーティスト自身がパフォーマンスを行いながら演奏することもあった。また、演奏しているアーティストとは別に、舞踏家などが演奏に合わせてパフォーマンスを行ったり、能とのコラボレーションを行ったりすることもあった。
重低音が多く発生している場面になると、音声の周波数別強度をグラフ化したものが「スペアナグラフ」として画面上に表示され、重低音がどの程度発生しているかを確認することができた。